# Мирза Мехди Нахчывани
Мирза Мехди Нахчывани (азерб. Mirzə Mehdi Naxçıvani; ум. 1932, Нехрам, Нахичеванский район, Азербайджанская Советская Социалистическая Республика, ЗСФСР, СССР) — азербайджанский богослов и моджахед, участник литературного общества «Анджумануш-шуара».

## Биография
Мирза Мехди родился в селе Нехрам. В молодости он отправился в город Наджаф, чтобы изучать исламские науки. Получив высокий уровень религиозного образования, ученый возвращается в Нахичевань и проповедует там ислам. В 1903— 1917 годах армяне несколько раз нападали на город. В одном из таких нападений Мирза Мехди, находившийся в селе Нехрам, объявил о джихаде на минбаре мечети. После этого он вооружился и вместе с жителями села воевал против армян. После оккупации Азербайджана советские власти вынудили ученого отречься от религии и разрешили ему преподавать только арабский и персидский языки. Мирза Мехди ответил на это: «Учение — это священная обязанность. Но это ваше предложение может в конечном итоге лишить меня религии. Это неприемлемо в исламском мире. Я умру, но не оставлю религиозную проповедь и злые внушения!». За несколько дней до своей смерти Мирза Мехди Нахчывани созвал население в мечеть, чтобы сказать свои последние слова. В мечети он призвал население защищать свою религию, несмотря на приказ советских властей. На следующий день он лежал лицом к кибле перед своей семьей и умер после дачи показаний в 1932 году в селе Нехрам и был похоронен на кладбище Имамзаде Сейидали.